# Station Wohltorf
Station Wohltorf (Haltepunkt Wohltorf) is een spoorwegstation in de Duitse plaats Wohltorf, in de deelstaat Sleeswijk-Holstein. Het station is onderdeel van de S-Bahn van Hamburg aan de spoorlijn Hamburg Hauptbahnhof - Aumühle.

## Indeling
Het station telt één eilandperron met twee perronsporen. Langs het station lopen sporen van de doorgaande spoorlijn Berlijn - Hamburg. Het perron is over een klein deel overkapt. In het midden van het perron is er een trap en een lift naar de tunnel onder de sporen. Aan het westen van de sporen ligt een klein stationsgebouw, waar ook een parkeergelegenheid is. Aan beide zijde van het station zijn er fietsenstallingen.

## S-Bahnlijn
De volgende S-Bahnlijn doet het station Wohltorf aan:
| Serie | Treinsoort        | Route                                                                           | Bijzonderheden |
| ----- | ----------------- | ------------------------------------------------------------------------------- | -------------- |
|       | S-Bahn (DB Regio) | Altona – Dammtor – Hauptbahnhof – Berliner Tor – Bergedorf – Wohltorf – Aumühle |                |